# Colin McRae Rally 3
A Colin Mcrae Rally 3 a Colin McRae Rally játéksorozat 2002-ben megjelent, harmadik része. A sorozatban ez volt az első játék, melyet Sony Playstation 2-re is kiadtak.

## Versenyhelyszínek
Murva:
- Ausztrália
- Görögország
- USA
- Finnország
- Egyesült Királyság

Aszfalt:
- Japán
- Spanyolország

Hó:
- Svédország